# Zum schönen Turm (München)

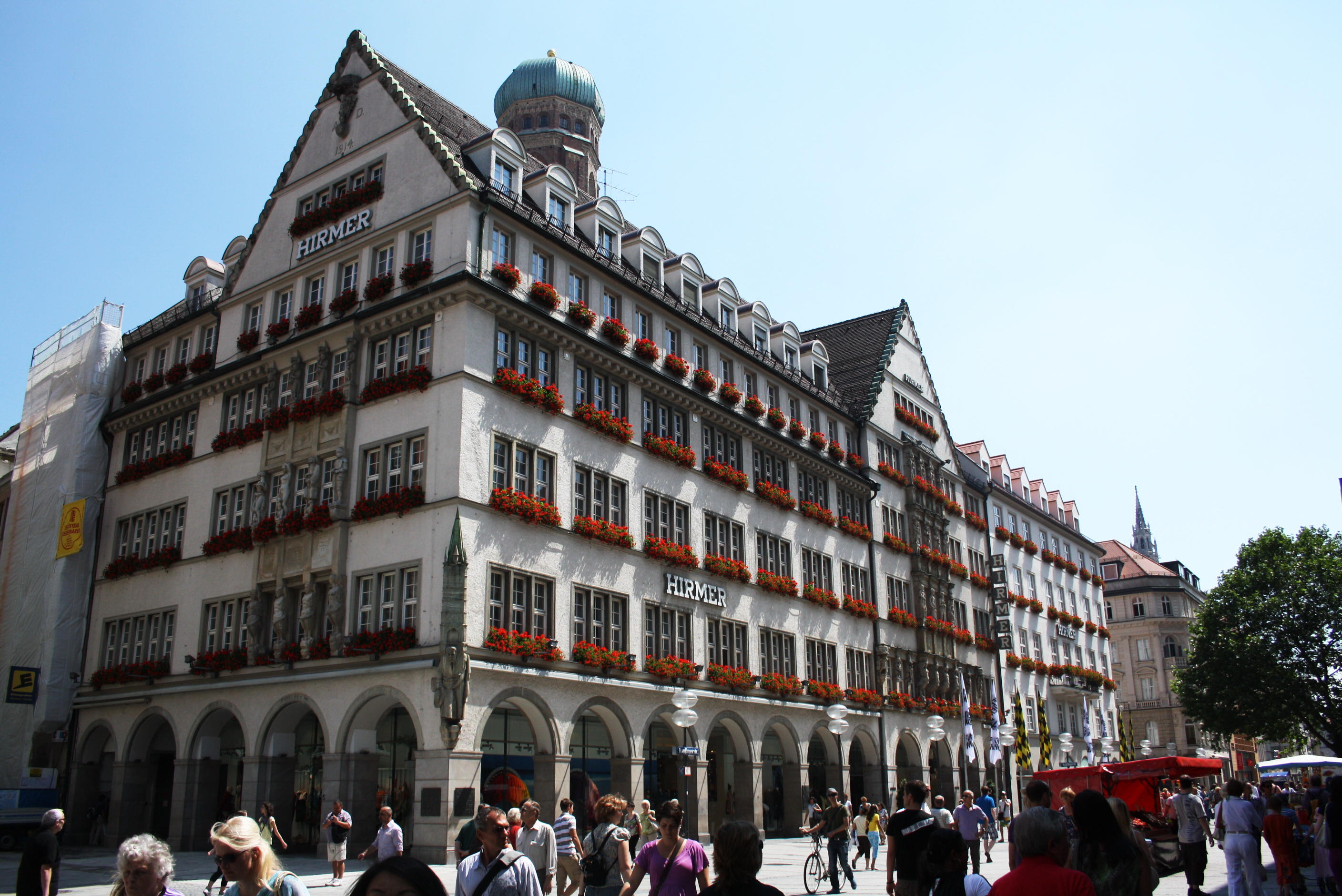
Das Gebäude in der Münchner Fußgängerzone

Zum schönen Turm ist ein repräsentatives Geschäftshaus in München. Es befindet sich in der Kaufingerstraße im Zentrum der Stadt, direkt neben der Frauenkirche. Fertiggestellt wurde es 1914 nach Plänen der Architekten Eugen Hönig & Karl Söldner für die jüdischen Eigentümer der Textilhandelsgesellschaft Bamberger & Hertz. Seit 1951 gehört es dem Herrenmodegeschäft Hirmer.

## Name

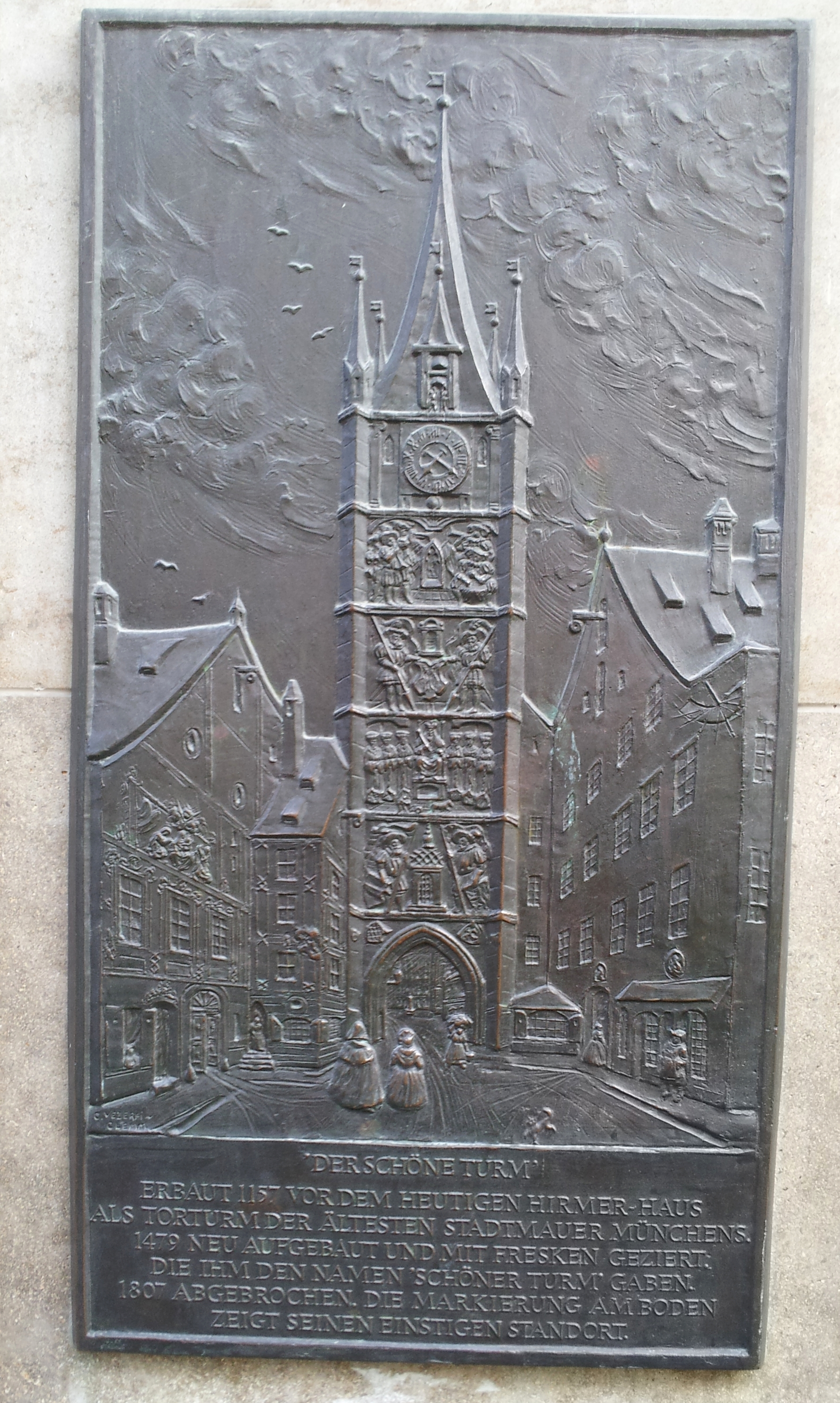
Gedenktafel an der Front des Hirmer Stammhauses

Die Benennung verweist auf den Schönen Turm, einen Torturm der mittelalterlichen Stadtmauer Münchens, der im Jahr 1807 abgerissen wurde.

„Der Schöne Turm. Erbaut 1157 vor dem heutigen Hirmer-Haus als Torturm der ältesten Stadtmauer Münchens. 1479 neu aufgebaut und mit Fresken geziert, die ihm den Namen ‚Schöner Turm‘ gaben. 1807 abgebrochen. Die Markierung am Boden zeigt seinen einstigen Standort.“

## Architektur

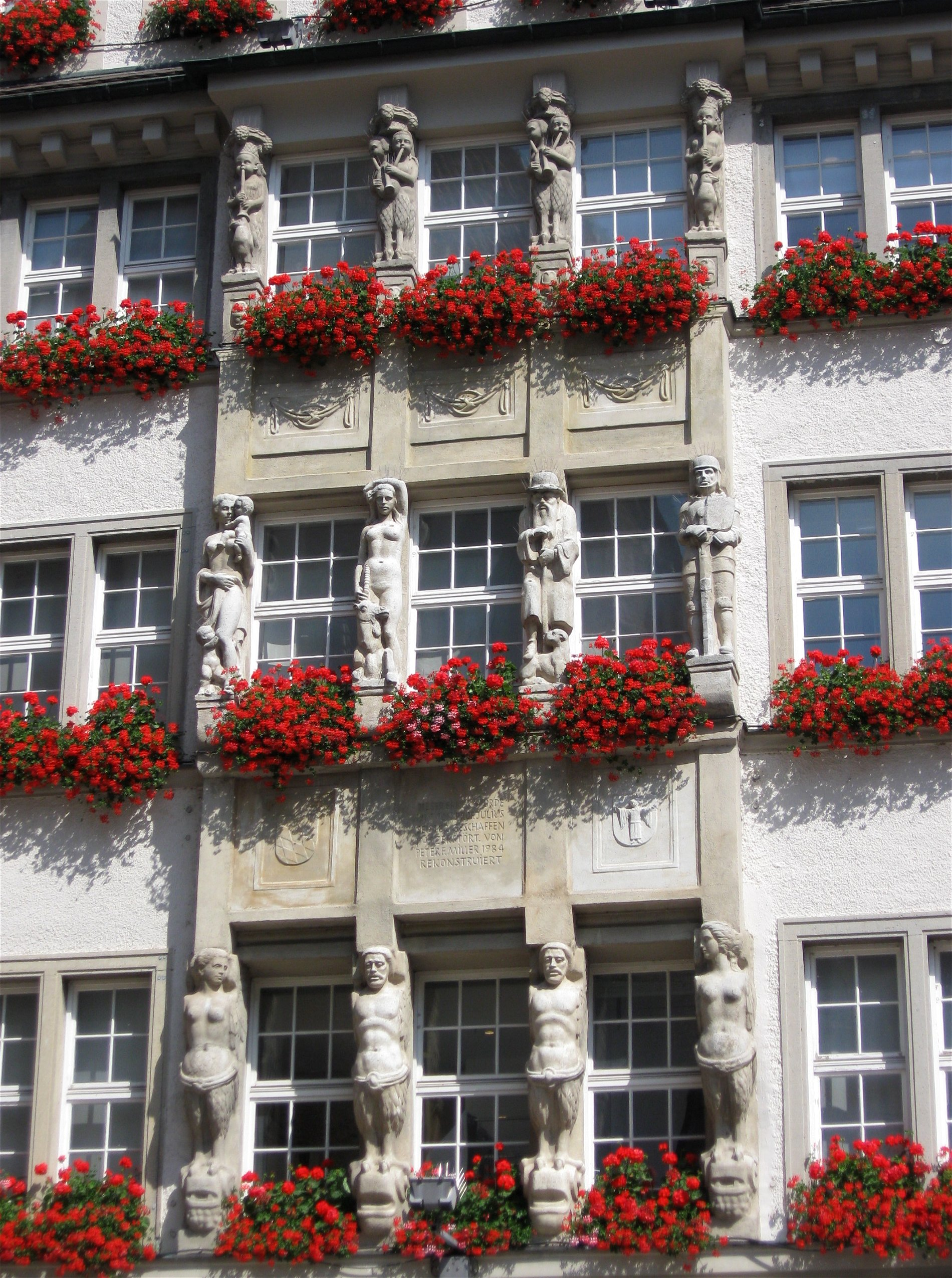
Figurenschmuck an der Fassade (Westseite)

Der ursprüngliche Figurenschmuck an der Außenfassade des Gebäudes im Münchner Stil stammte von dem deutschen Bildhauer Julius Seidler, wurde jedoch infolge der Schäden des Zweiten Weltkriegs sowie den sich anschließenden zahlreichen Umbaumaßnahmen am Geschäftshaus erst wieder in den 1980er Jahren vollständig rekonstruiert. Das Bauwerk ist in der Denkmalliste der Stadt München aufgeführt.

## Bamberger & Hertz
Das Textilkaufhaus im Schönen Turm in der Kaufingerstraße war eine von zahlreichen Filialen, die die Brüder Max, Siegfried „Fritz“, Ludwig und Gustav Bamberger – ausgehend von ihrem Stammhaus in Worms – ab 1909 im Deutschen Reich eröffnet hatten. Der in Frankfurt am Main wohnende Kaufmann Siegfried Bamberger (1885–1976) war für die Münchner Filiale zuständig. Während der NS-Diktatur gingen die Umsätze nach dem sogenannten Judenboykott vom 1. April 1933, bei dem SA-Leute die Schaufenster in der Kaufingerstraße beklebten und „Deutsche“ bedrängten, nicht bei Juden einzukaufen, erheblich zurück, auf ein Drittel.
Die Filiale in Saarbrücken wurde bereits im Jahr 1934 geschlossen, die Häuser in Köln, Frankfurt und Stuttgart bis 1938 „arisiert“ oder geschlossen. Die Filiale von Bamberger & Herz am Augustusplatz in Leipzig (Königsbau) wurde in der Reichspogromnacht 1938 in Brand gesetzt und die Eigentümer anschließend der Brandstiftung bezichtigt. Die Brüder Ludwig und Gustav Bamberger wurden von den Nationalsozialisten am 11. November 1938 in das KZ Buchenwald verschleppt und überlebten nicht.
1938 übernahm Abteilungsleiter Johannes Hirmer das Kaufhaus vom jüdischen Inhaber Siegfried Bamberger, noch vor Inkrafttreten der Verordnung zur Ausschaltung der Juden aus dem deutschen Wirtschaftsleben. Hirmer änderte die Firma umgehend auf seinen Namen. Wie auch bei anderen arisierten Unternehmen stellte die amerikanische Militärregierung das Kaufhaus nach Kriegsende 1945 unter Treuhandverwaltung. 1949 kam es vor der Wiedergutmachungsbehörde I Oberbayern im Rückerstattungsverfahren zu einem Vergleich, der die vollständige Rückübertragung sämtlicher Vermögenswerte an Siegfried Bamberger beinhaltete.

## Hirmer-Stammhaus

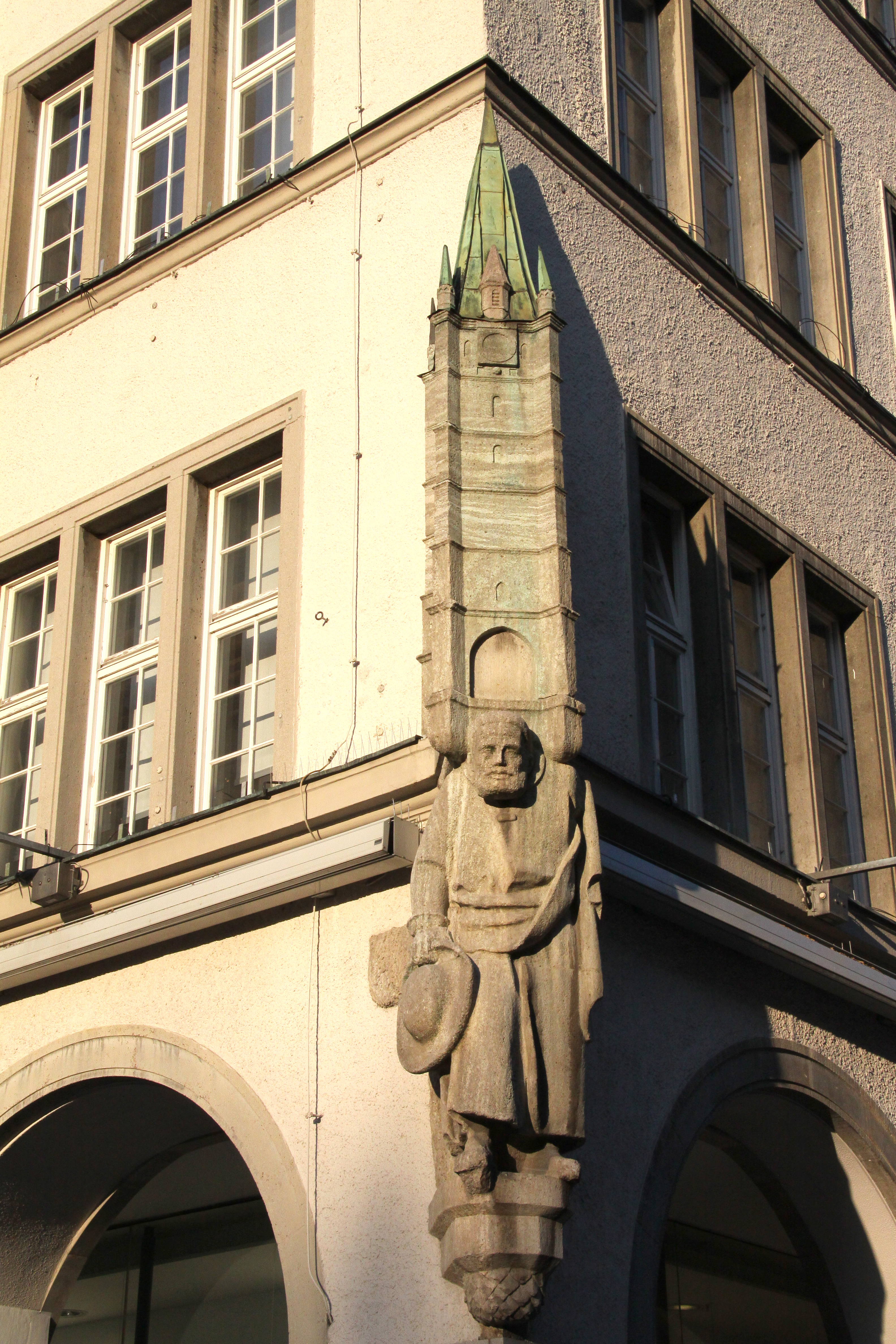
Plastik des Schönen Turms an der Gebäudeecke

Die Familie Hirmer erwarb zum 1. Januar 1951 die Anteile von Siegfried Bamberger, der als einziger der Brüder den Holocaust überlebt hatte und nicht mehr nach München zurückkehren wollte. 1962 wurde es als Hirmer-Stammhaus neueröffnet. Hirmer bezeichnet sich heute als das weltgrößte Herrenmodegeschäft und ist Teil der Hirmer Gruppe.